# Аккуаро
Аккуаро (итал. Acquaro) — город в Италии, расположен в регионе Калабрия, подчинён административному центру Вибо-Валентия (провинция).
Население составляет 3064 человека, плотность населения составляет 123 чел./км². Занимает площадь 25 км². Почтовый индекс — 88011. Телефонный код — 00963.
Аккуаро граничит с Арена, Даза, Динами, Фабриция, Сан-Пьетро-Ди-Карида.